# Gute
Gute is een plaats in de gemeente, landschap en eiland Gotland en de provincie Gotlands län in Zweden. De plaats heeft 66 inwoners (2005) en een oppervlakte van 21 hectare.